# Prosa espontánea
La prosa espontánea consiste en una serie de principios creados por el escritor estadounidense Jack Kerouac.
Entre esos principios, los más destacados son:
1. Tener un estado mental en trance, olvidando o dejando de lado la conciencia, focalizando desde el centro hacia la periferia. 
2. Evitar las ideas preconcebidas, la mejor literatura es la más dolorosa.
3. Evitar las comas tímidas e innecesarias, tomar de referencia el fraseo y los momentos de respiración de los músicos de jazz.